# Alfred Gottfried
Alfred Gottfried (* 1924 in Würnitz, Österreich; † 22. Januar 2023 in Darmstadt) war ein deutscher Architekt.

## Leben

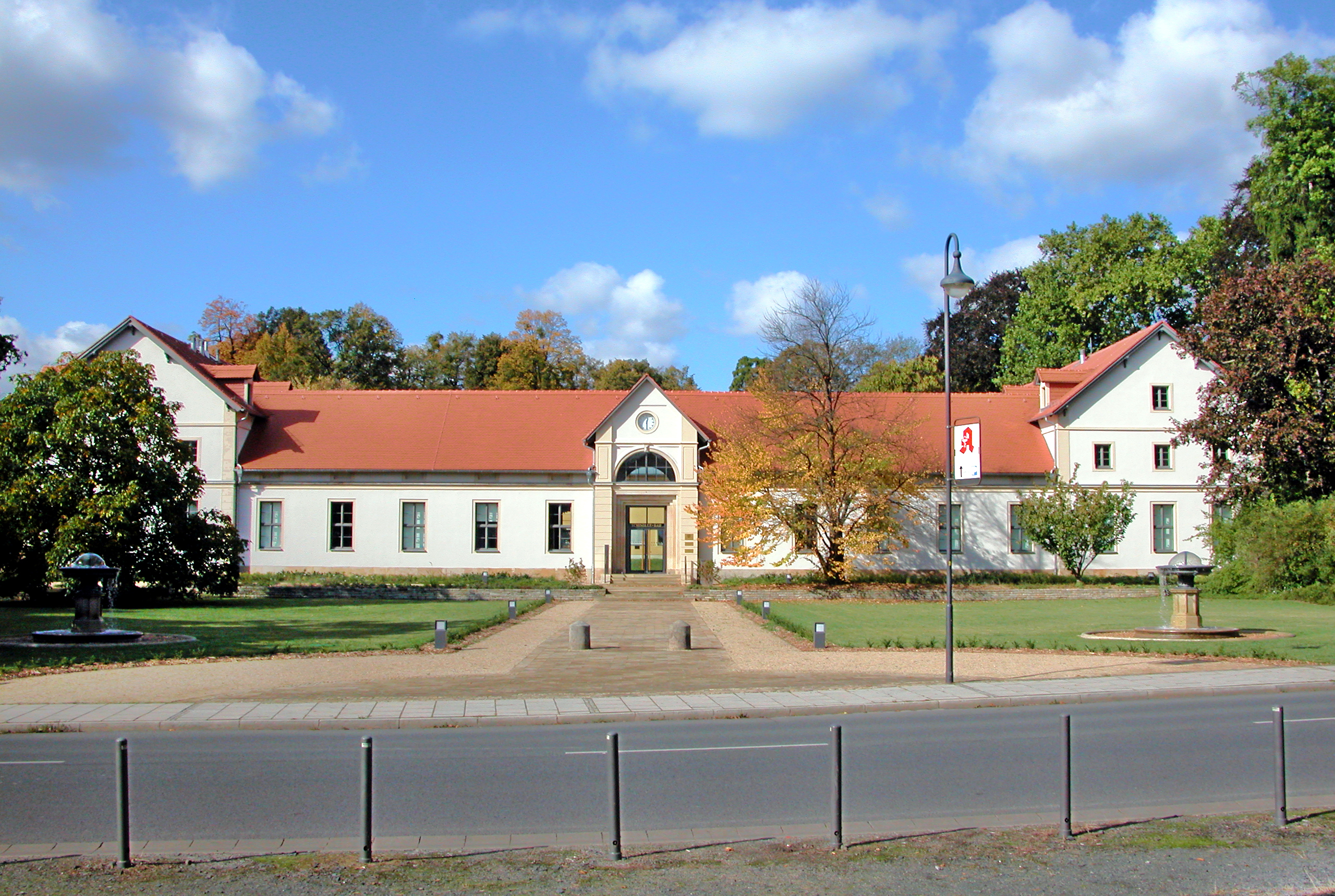
Schindler-Bau in Pillnitz

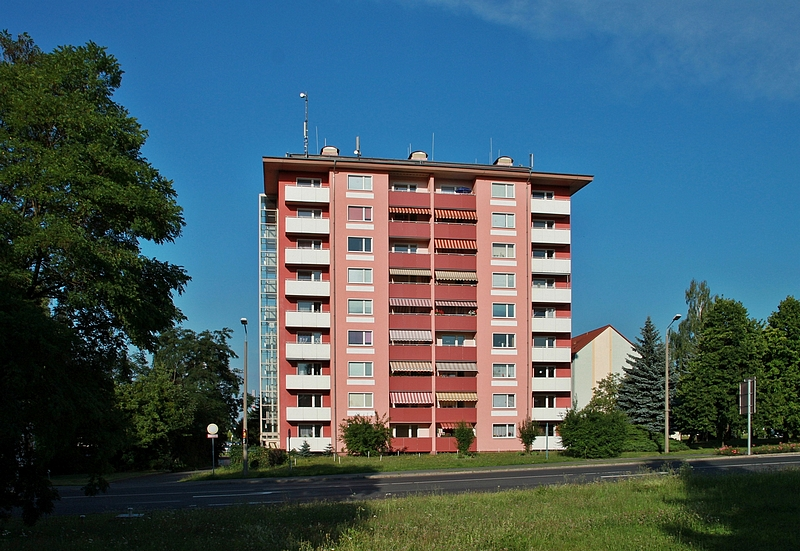
Das Rote Hochhaus in Pirna-Sonnenstein

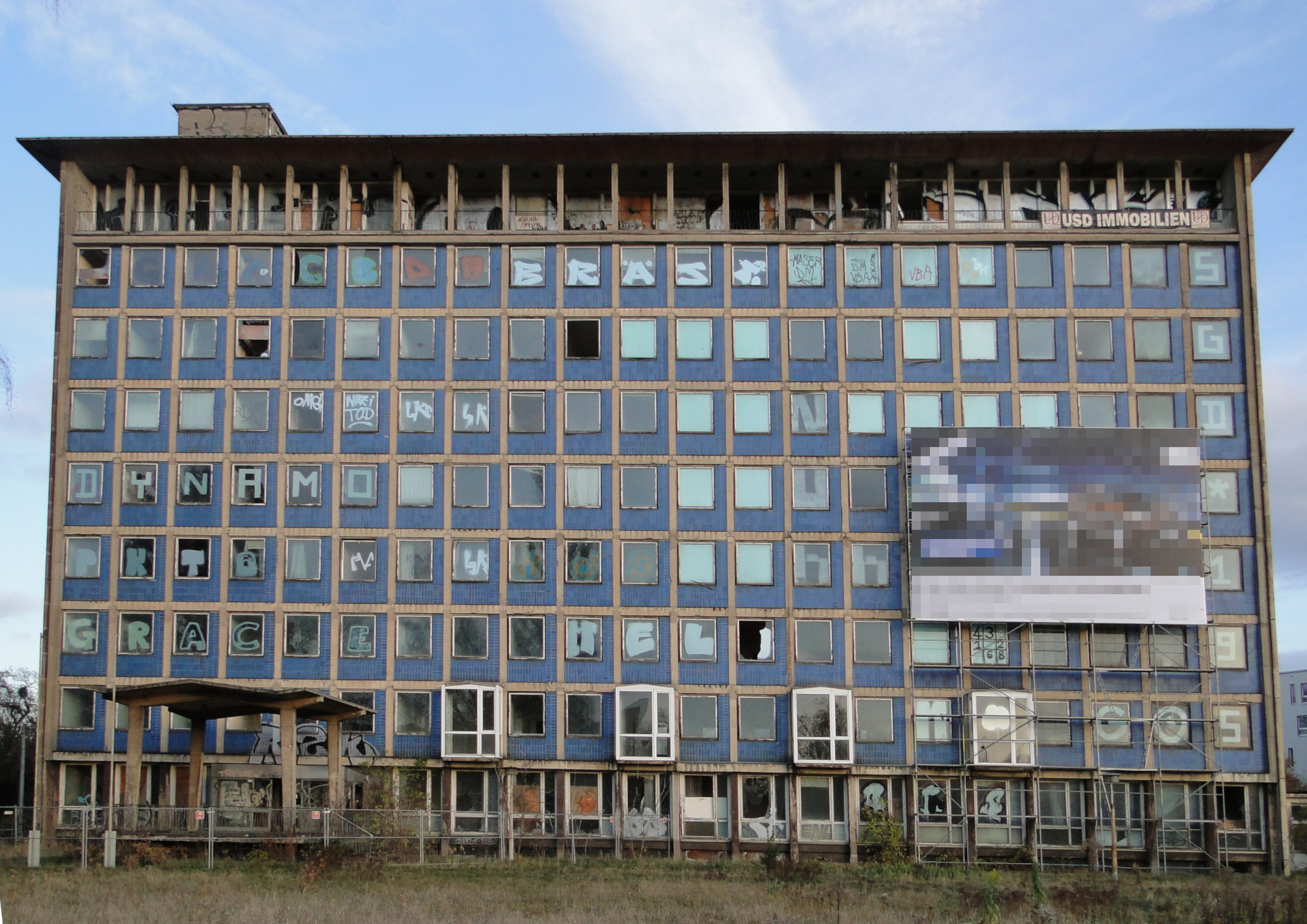
Das Blaue Haus in Dresden vor der Sanierung

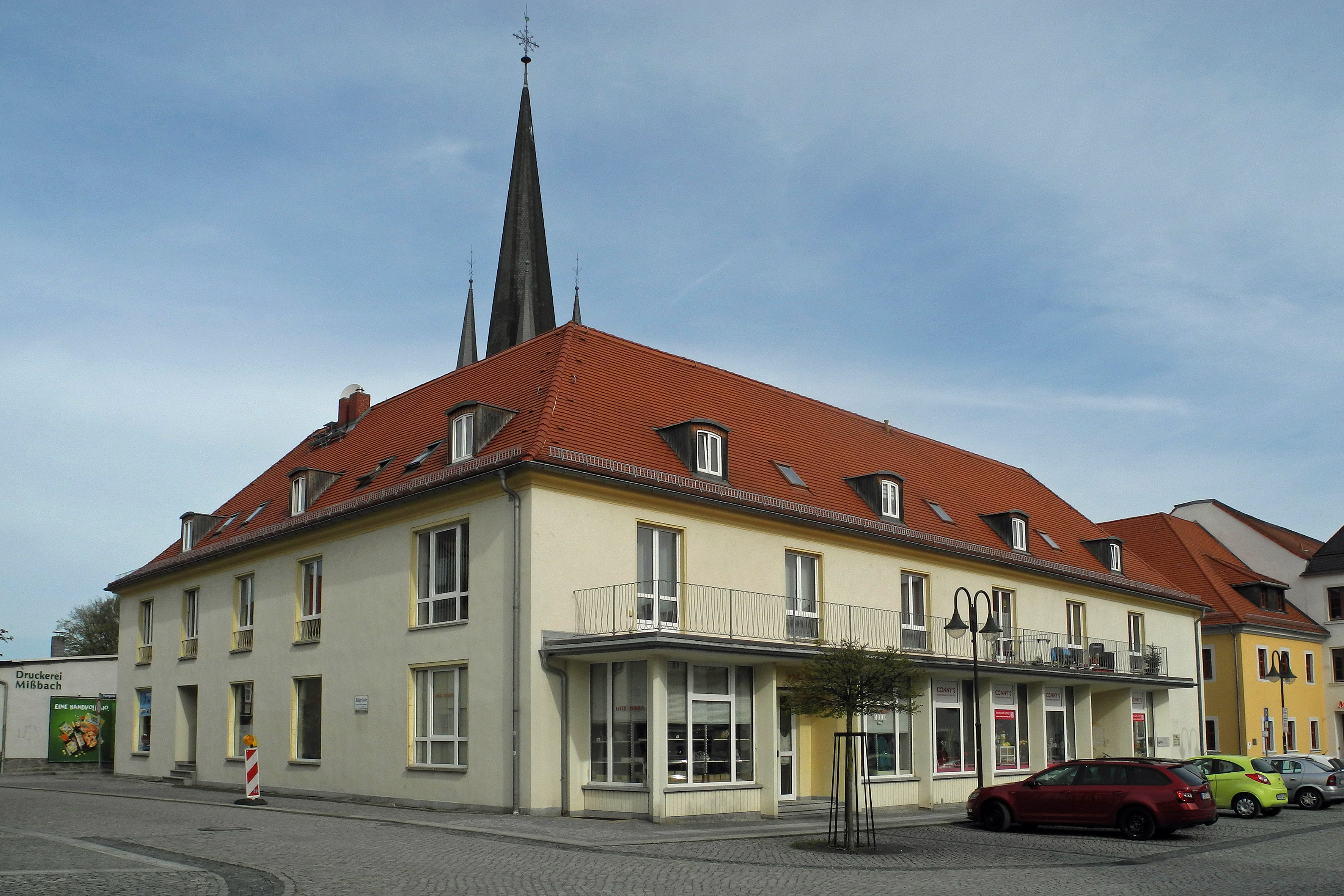
Das ehemalige Café Wochenpost in Neustadt

Gottfried kam 1924 als Sohn eines Schlossers im österreichischen Würnitz zur Welt, verbrachte die Schulzeit bis 1941 jedoch im böhmischen Neudek, das ab 1939 zum „Reichsgau Sudetenland“ gehörte. Er interessierte sich zunächst für den Maschinenbau. Ab 1941 diente er als Soldat im Zweiten Weltkrieg und hielt sich so unter anderem in Griechenland auf. Die dortige Baukunst weckte sein Interesse an Architektur. Er geriet in Kriegsgefangenschaft, aus der er 1945 entlassen wurde. An der Technischen Hochschule Dresden studierte er ab 1946 Architektur und beendete sein Studium 1950 mit dem Diplom. Zu seinen Lehrern gehörten unter anderem Karl Wilhelm Ochs und Walter Henn, zu seinen Kommilitonen der spätere Architekt Hermann Heckmann.
Nach Ende des Studiums war Gottfried beim VEB Entwurf und Bauleitung Potsdam tätig und arbeitete von 1951 bis 1958 im Entwurfsbüro für Hochbau Dresden II. Wie andere Architekten auch litt Gottfried unter den Zwängen; zudem gab es Anwerbeversuche des Ministeriums für Staatssicherheit.  Er verließ 1958 die DDR und war bis 1963 als wissenschaftlicher Assistent von Karl-Wilhelm Ochs an der TU Berlin in West-Berlin tätig. Gottfried ging 1963 nach Darmstadt und arbeitete im dortigen staatlichen Hochbau- und Maschinenamt, dessen Entwurfsabteilung er später leitete. Zum Zeitpunkt seiner Verrentung 1986 hatte er das Amt eines Bauoberrats inne. Gottfried publizierte gelegentlich und veröffentlichte 1989 das Werk Johann Christian Simon und Johann Gottlieb Ohndorff. Zwei Freiberger Barockbaumeister. Nach der deutschen Wiedervereinigung besuchte er mehrfach Orte seines Schaffens in den 1950er-Jahren, darunter 2014 auch Dresden. Er verstarb Anfang 2023 in Darmstadt.

## Wirken
Gottfrieds erstes Wirkungsfeld nach Ende des Studiums wurde Pillnitz: Von 1951 bis 1954 entstand auf dem Grundstück Söbrigener Straße 3a das neue Schulgebäude mit Wohnheim und Mensa der Fachschule für Landwirtschaft und Gartenbau (heute Fakultät Landbau/Umwelt/Chemie der Hochschule für Technik und Wirtschaft Dresden). Gottfried erkrankte an Lungentuberkulose, als der Rohbau stand; die Fertigstellung des Gebäudes erfolgte daher durch Hans-Otto Gebauer. Von 1952 bis 1953 realisierten Gottfried und Hermann Heckmann den Wiederaufbau des Mitschurinbaus des Instituts für Gartenbau (Pillnitzer Platz 2) sowie von 1953 bis 1955 den Wiederaufbau des Schindlerbaus (Pillnitzer Platz 3; seit 2009 Sitz des Sächsischen Landesamts für Umwelt, Landwirtschaft und Geologie). In Neustadt in Sachsen entstanden zwischen 1957 und 1960 unter anderem in Zusammenarbeit mit Heckmann Neubauten am Markt, darunter ein Drogeriebau an der Südseite des Marktes und das sogenannte Café Wochenpost. Das Lesecafé mit Gaststätte war zu DDR-Zeiten ein beliebter Treffpunkt von Künstlern und Schriftstellern, wurde jedoch 1994 geschlossen. In der Gegenwart befinden sich im Gebäude Geschäfte, Büros und Wohnungen, der ursprüngliche Innenraum ist völlig verändert, was dazu führte, dass Gottfried beim Besuch Neustadts 2014 auf die Besichtigung des Innenraums verzichtete.
Zu den bedeutendsten Bauten Gottfrieds zählen das markante Rote Hochhaus in Pirna-Sonnenstein, das von 1956 bis 1957 in Ziegelbauweise entstand und Teil der neuen Wohnsiedlung Sonnenstein war. In Dresden steht zudem das von ihm, Georg Wolf und Kollektiv entworfene sogenannte Blaue Haus, das von 1958 bis 1960 als Zentrales Forschungsinstitut für Arbeit erbaut wurde. Das Gebäude steht unter Denkmalschutz und wurde 2012 bis 2013 zu einem Wohnhaus umgebaut. Dabei wurden Teile der Fassade verändert. Gottfried leistete zudem Vorarbeiten zum Haus der Presse in Dresden.
In Darmstadt entwarf Gottfried unter anderem Schulgebäude und Krankenhausbauten und steuerte Entwürfe zum Umbau des Ausstellungsgebäudes auf der Mathildenhöhe bei, der jedoch wesentlich durch Christiane Geelhaar geplant und ausgeführt wurde.

## Bauten (Auswahl)
- 1951–1954: Schulneubau mit Wohnheim und Mensa der Fachschule für Landwirtschaft und Gartenbau, Söbrigener Straße, Pillnitz (fertiggestellt durch Hans-Otto Gebauer)
- 1952–1953: Wiederaufbau Mitschurinbau des Instituts für Gartenbau in Pillnitz (mit Hermann Heckmann)
- 1953–1955: Wiederaufbau Schindlerbau des Instituts für Gartenbau in Pillnitz (mit Hermann Heckmann)
- 1955: Atelierhaus Helga Knobloch, Dresden
- 1956–1957: Rotes Hochhaus in Pirna-Sonnenstein
- 1957–1959: Café Wochenpost, Markt 2–3, in Neustadt in Sachsen (unter Denkmalschutz)
- 1957–1958: Entwürfe Haus der Presse, Dresden
- 1958–1960: Drogeriegebäude, Markt 21, in Neustadt in Sachsen (unter Denkmalschutz)
- 1958–1960: Blaues Haus, Dresden (mit Georg Wolf und Kollektiv, unter Denkmalschutz)
- ab 1969: Schulgebäude und Krankenhausbauten in Darmstadt